# Symfonie nr. 4 (Branco)
Luís de Freitas Branco voltooide zijn Symfonie nr. 4 op 30 november 1952 in Monte dos Perdigões in Granadeiro.

## Geschiedenis
Hij had twaalf jaar aan dit werk gewerkt. Het komt erop neer dat hij aan symfonie nummer vier begon vlak nadat hij nummer drie voltooide op 24 november 1944. Ook die symfonie kwam als stroop uit zijn pen; hij was er in 1930 aan begonnen. Branco moest lang wachten voordat zijn symfonie te horen was in de concertzaal. Symfonie nummer drie kreeg haar eerste uitvoering in 1947. Nummer 4 was pas te horen toen de componist al overleden was. Op 24 mei 1956 werd het werk uitgevoerd op het festival Circulo di Cultura Musical. Plaats van handeling was het Teatro Nacional de São Carlos in Lissabon; Pedro de Freitas Branco dirigeerde het "Orquestra Sinfonia del Teatro Nacional de São Carlos". De symfonie wordt nog steeds regelmatig uitgevoerd, maar is daarbij wel gebonden aan Portugal.

## Muziek
Branco componeerde in zijn laatste jaren steeds traditioneler. Zijn vierde symfonie klinkt voor wat betreft muziekstijl behoudender dan bijvoorbeeld zijn symfonisch gedicht Vathek. Hoewel hij een van de bekendste (of beter gezegd een van degenen die niet onbekend is gebleven) Portugese componisten is, heeft zijn vierde symfonie (en ook Vathek) niets van doen met de Portugese muzikale traditie. Dat komt mede doordat Branco zwaar onder invloed was van bijvoorbeeld de muziek van Claude Debussy, maar ook opleiding kreeg in Berlijn. De symfonische traditie kan niet komen van Debussy, want die schreef er geen. De vierde symfonie is geschreven in de Duitse traditie, vier delen. Een andere traditie, die Branco had opgepakt was die van de Gregoriaanse muziek en die liet wel zijn sporen na in deze symfonie.   

### Delen
De vier delen luiden:
1. Andante
2. Adagio
3. Allegro vivace
4. Allegro

De Gregoriaanse gezangen zijn direct terug te vinden in het begin van deze overigens instrumentale symfonie. Als een soort Kyrie beginnen houtblazers ondersteund door strijkers. Weer terugkomend op de klassieke opbouw; deel 1 is geschreven in de ABA-vorm. Deel 2 geeft een polymetrische indruk met 2/4 tegenover 2/4-maatsoorten. Deel 3 kan gezien worden als het (traditionele) scherzo met af en toe pittige muziek, maar toch weer in de ABA-vorm. Deel 4 is de finale begint in de vijfkwartsmaat, die ook al te horen was in deel 3. De muziek marcheert rustig, totdat de recapitulatie van de symfonie naar voren wordt geschoven.  De muziek klinkt het gehele werk als (zeer) laat-romantisch/neoclassicitisch. Invloeden van Igor Stravinsky en Paul Hindemith zijn waarneembaar.

### Orkestratie
- 4 dwarsfluiten, 2 hobo’s, 1 althobo, 2 klarinetten, 1 basklarinet, 3 fagotten,
- 4 hoorns, 3 trompetten, 3 trombones, 1 tuba, 1 contrabastuba
- pauken,  2 man/vrouw percussie
- violen, altviolen, celli, contrabassen

## Discografie
In 2012 zijn er drie opnamen in omloop:
- Uitgave Portugalsom: János Sándor leidde het Boedapest Philharmonisch Orkest
- Uitgave Caminho: Silva Pereira leidde het Orquestra sinfónica da RDP
- Uitgave Naxos: Álvaro Cassuto leidde RTÉ National Symphony Orchestra  in april 2010